# 中国大陸で禁書とされる香港・台湾の書物
中国大陸で禁書とされる香港・台湾の書物（ちゅうごくたいりくできんしょとされるほんこん・たいわんのしょもつ）とは、香港や台湾で出版され中国大陸に持ち込むことができない、反共産党的、反中的内容を含んだ書籍のことである。これらの書籍は、日本語への翻訳が行われていないものも多い。メディア上では禁書ではなく「香港の反中本」と報道されることもある。2020年に国家安全法が香港で成立後は香港において禁書が存在するようになっている。

## 香港の書籍
香港ではもともと、イギリス統治下とそれに続く一国二制度下での出版の自由が保障され、中国共産党に批判的な本が出版されていた。2012年頃までは、これらの書籍を大陸側の中国人旅行者がお土産として持って帰るという光景も見られた(ただし、税関の没収対象であった)。有名な例としては、アメリカに亡命中の中国の人権活動家、余杰が執筆した『中國教父習近平』や、天安門事件を記した「國家的囚徒：趙紫陽的秘密錄音」などが挙げられる。しかし、2015年の銅鑼湾書店事件を契機に、この状況に変化が訪れた。
すでに前年の2014年香港反政府デモにおいて、香港人意識や自治、自決、香港独立など主張する香港民族主義が香港本土派を中核として高まっていたが、こういった状況を背景として陳雲の『香港城邦論』、香港大学学生会の『香港民族論』などが相次いで出版された。2015年には、梁振英行政長官が、香港人が一つの民族であり自決権があると主張する『香港民族論』を名指しで批判したものの、香港での取り締まりまでは至らなかった。

### 国家安全法違反による香港での書籍撤去
2020年6月に香港で国家安全法が施行されると、中国大陸だけでなく香港においても、中国政府に批判的な書籍と、香港本土派による香港人の主体性を主張する書籍のどちらもが検閲対象となった。これらには、黄之鋒の「獄文字」、『我不是英雄』、羅冠聡の『青春無悔過書』などが含まれている。
アメリカ合衆国のポンペオ国務長官は一連の中国共産党政府の動きを、「中国共産党による自由な香港の破壊が続いている。抑圧的な国家安全維持法施行からまだ間もないうちに、当局は中央政府の治安維持機関を香港に設立し、図書館から中国共産党に批判的な書籍を撤去し始め、政治的スローガンを禁止し、学校に検閲の実施を要求している」と非難した。
2021年5月10日には、国家安全法違反という理由で9冊の書籍が香港の公共図書館から撤去された。9冊は下記の通り。
- 香港大学学生会《香港民族論》
- 何俊仁（中国語版）《我向霸權宣戰》《陳淑莊敏感地帶》
- 余杰《卑賤的中國人》と《納粹中國》
- 林匡正（中国語版）《香港公民抗爭運動史－挫敗的三十年剖析》、《香港公民抗爭運動史 2 中港對決》、《激進：香港進步民主運動史》
- 廖亦武《這個帝國必須分裂》

2021年5月29日、康楽と文化事務署は国家安全法違反という理由で16冊の書籍の書籍を撤去した。16冊は下記の通り。
- zh:丁若芝《公民抗命》（2003年出版）
- en:Andrew Kirk、zh:廉萍譯《公民抗命》（2005年出版）
- 鍾祖康（中国語版）《來生不做中國人》（2007年出版）
- 黎廣德（中国語版）《釋放香港》（2009年出版）
- 黄毓民（中国語版）《予豈好辯哉》（2012年出版）
- 学民思潮《給穿過黑衣的人》（2013年出版）
- 陳聰（中国語版）《愛港，是咁的！》（2013年出版）
- 戴耀廷、朱耀明、龔立人（中国語版）《公民抗命與佔領中環：香港基督徒的信仰省思》（2013年出版）
- 逮捕者511名のうち83名、支援者4名《72511見證公民抗命》（2014年出版）
- 彭順強（中国語版）《公民抗命三巨人：甘地、馬丁路德金、曼德拉》（2014年出版）
- 彭志銘（中国語版）《打橫嚟講2：愛香港不愛黨白皮書》（2014年出版）
- 周淑屏（中国語版）《生於亂世，有種責任》（2015年出版）
- Franck Pavloff（英語版）著、阿塗插畫、黃愛華翻譯《棕國好狗》（2015年出版）
- 《Breakazine! 059：催淚香港》（2019年出版）
- 《Breakazine! 060：勇氣不滅—在極權時代直面恐懼》（2020年出版）
- Lo’s Psychology《社運心理學》（2020年出版）
- Franck Pavloff著、阿塗插畫、黃愛華翻譯《棕國好狗》（2015年出版）
- 《Breakazine! 059：催淚香港》（2019年出版）
- 《Breakazine! 060：勇氣不滅—在極權時代直面恐懼》（2020年出版）
- Lo’s Psychology《社運心理學》（2020年出版）

2021年6月24日には、蘋果日報が国家安全法違反という理由で廃刊となり最後の新聞が販売された。
2021年6月25日には、国家安全法違反という理由により黎智英の書籍が香港の公共図書館から撤去された。撤去された7冊は下記の通り。
- 《我的理想是隻糯米雞》(2004年出版)
- 《肥佬黎食遍天下》(2010年出版)
- 《樂觀是我最大的本錢》(2011年出版)
- 《經驗出智慧》(2012年出版)
- 《期待》(2015年出版)
- 《自己的聲音》(2016年出版)
- 《門窄路狹出生天》(2018年出版)

2021年7月22日には、香港警察は中国政府や香港政府の対応を風刺して子供を扇動する絵本を出版したとして、男女5人を刑事罪行条例違反の疑いで逮捕した。対象になった書籍は下記の通り。
- 《羊村守衛者》(2020年6月出版)
- 《羊村12勇士》(2020年9月出版)
- 《羊村清道夫》(2020年2月出版)

2021年10月17日には、国家安全保障法に違反していると疑われ、棚から撤去された。対象になった書籍は下記の通り。
- 《八國聯軍乃正義之師》(2021年7月出版)

2021年11月21日には、天安門事件関係の書籍も公立図書館の書架から撤去された。撤去された書籍の一部は下記の通り
- 《王丹獄中回憶錄》、王丹(2013年出版)
- 《二十道陰影下的自由——香港新聞審查日常》(2017年8月出版)

## 台湾の書籍
党国体制下の台湾では戒厳令が敷かれ、1947年に始まる白色テロの時代には政府に批判的な書籍、台湾独立を主張する書籍などは検閲の対象であった。有名なものとしては史明による『台湾人四百年史』、蒋経国を批判したことで江南暗殺事件を引き起こした『蒋経国伝』などがある。
台湾が白色テロの時代は香港で出版された書籍が台湾の禁書が香港に流れたりした時期もあった。
2021年時点で、中国大陸で出版できない台湾の書籍は多数にのぼり、国共内戦を壮大なスケールで描いた龍應台による『台湾海峡一九四九』は中国大陸側では発禁処分を受けている。また、中国民主活動家の著作が台湾で出版されており、天安門事件学生リーダーの王丹の『中華人民共和國史十五講(二版)』、『王丹.獄中回憶錄』、人権活動家である劉暁波の『我沒有敵人』、『統一就是奴役：劉曉波論臺灣、香港及西藏』などが台湾の会社から出版されている。このうち、2016年に発売された『統一就是奴役』は、中国の民主活動家の側から香港独立と台湾独立、チベット独立論に触れたことで話題となった。
2010年代以前までは、中国大陸で発禁処分を受けた本だけが台湾で流通される傾向があったが、中国共産党から香港への締め付けが強くなるにつれて、香港本土派の書籍も台湾で発売されるようになってきている。2020年5月には銅鑼湾書店が台北で新装開店した。香港本土派の論者として知られる徐承恩は『城邦舊事──十二本書看香港本土史』(日本語未翻訳)といった著作を香港の出版社から発売していたが、『香港，鬱躁的家邦：本土觀點的香港源流史』、『思索家邦：中國殖民主義狂潮下的香港』（いずれも2019年発売）は台湾に拠点を移しての出版となった。
諸夏主義を主張する劉仲敬の書籍も台湾の出版社から発売されている。

## 日本の状況
周庭によれば、日本で発売された秋田浩史の『漫画香港デモ 激動！200日』は香港でも発売され、香港で行列ができるほどの人気となった。しかしながら、「光復香港、時代革命」の文言が入っていることから書店の戸棚からは降ろされ、香港で禁書になる可能性も高まっている。